# 国家图书馆站
国家图书馆站是一个位于中华人民共和国北京市海淀区紫竹院街道与北下关街道交界，中关村南大街白石新桥北側，属于北京地铁4号线、9号线、16号线的地铁换乘站，同时提供北京地铁房山线的跨线列车服务。本站因邻近中国国家图书馆而得名。该站是北京地铁建成的首个同台换乘站（类似车站还有北京西站、朱辛庄站、郭公庄站和阎村东站），也是继西直门、东直门、宋家庄之后，北京地铁的第四座三线换乘站。若将2023年1月18日起提供服务的房山线跨线列车单独计算，本站为北京地铁的首座四线换乘站。
在最初确定4号线的站名时，此站由“白石桥站”重命名为“国家图书馆站”。

## 位置
国家图书馆站位于白石新桥北面，4号线及9号线车站沿中关村南大街呈南北向布置，16号线车站在南长河北侧呈东西向布置。

## 车站设计
4号线及9号线的共用部分为两线同台换乘站，呈南北向布设，车站东西向总宽约40米；16号线部分呈东西向布设，总长205.6米。
|                                |  | █ 4号线往安河桥北（魏公村）          |
| 島式 · ↑開左邊车门 ↓開右邊车门 |  |                                      |
|                                |  | █ 9号线落客                          |
|                                |  | █ 房山线跨线列车落客                 |
|                                |  | █ 房山线跨线列车往阎村东（白石桥南） |
|                                |  | █ 9号线往郭公庄（白石桥南）          |
| 島式 · ↑開右邊车门 ↓開左邊车门 |  |                                      |
|                                |  | █ 4号线往天宫院（大兴线）（动物园）  |

|                   |  | █ 16号线往北安河（万寿寺） |
| 島式 · 開左邊车门 |  |                            |
|                   |  | █ 16号线往宛平城（二里沟） |

### 站厅
4号线和9号线的共用大堂位于地下一层、中关村南大街地底。
16号线大堂位于国家图书馆总馆南区南侧地下，与4号线和9号线的共用大堂平层设置，2022年12月下旬在付费区内增设一间便利店。

### 站台
4号线和9号线共用站台位于同一层面，为双岛式站台设计，两个平行的站台均位于中关村南大街地底，每个站台中部均设有通往车站大堂的直梯；9号线站后北端设有交叉渡线，並预留继续往北延伸条件。同时设置兩條聯絡4号线和9号线的單渡線。
16号线站台为岛式站台，位于国家图书馆总馆南区南侧地底。

### 换乘
2012年12月30日，9号线的北京西站以北路段通车，4号线与9号线实现同方向的同台换乘，而反方向换乘则需要先上到站厅层，再下到另一个站台。2023年1月18日房山线跨线列车开通后，4号线可通过与9号线相同换乘方法到达9号线站台换乘房山线列车。
2020年12月31日开通的16号线中段车站同4、9号线车站垂直，通过一条长约150米、宽12米的换乘通道实现三线换乘，通道两侧设有電動步道，并在4号线/9号线站厅一侧设有两个7米的通道口。

### 装饰
4号线、9号线车站装饰色调以蓝色为主，以“图书”为装饰主题，与所在地的地面建筑国家图书馆相呼应；站台蓝色立柱侧面的竖纹代表抽象的书本页面，站厅侧墙则以花岗岩浮雕工艺壁画形式展现国家图书馆的镇馆之宝：《赵城金藏》、《敦煌遗书》、《永乐大典》和《四库全书》（2020年6月，因修建16号线换乘通道，这幅艺术墙被移除）。
16号线车站在扶梯洞口楣头墙位置设有以“万卷千张”为设计主题的艺术墙，站台扶梯侧墙的艺术玻璃则以国家图书馆总馆南区建筑群为背景，并引用《中庸》中的“博学之，审问之，慎思之，明辨之，笃行之”，车站吊灯灯罩印有唐玄宗时期诗人李颀的《听安万善吹觱篥歌》诗句。

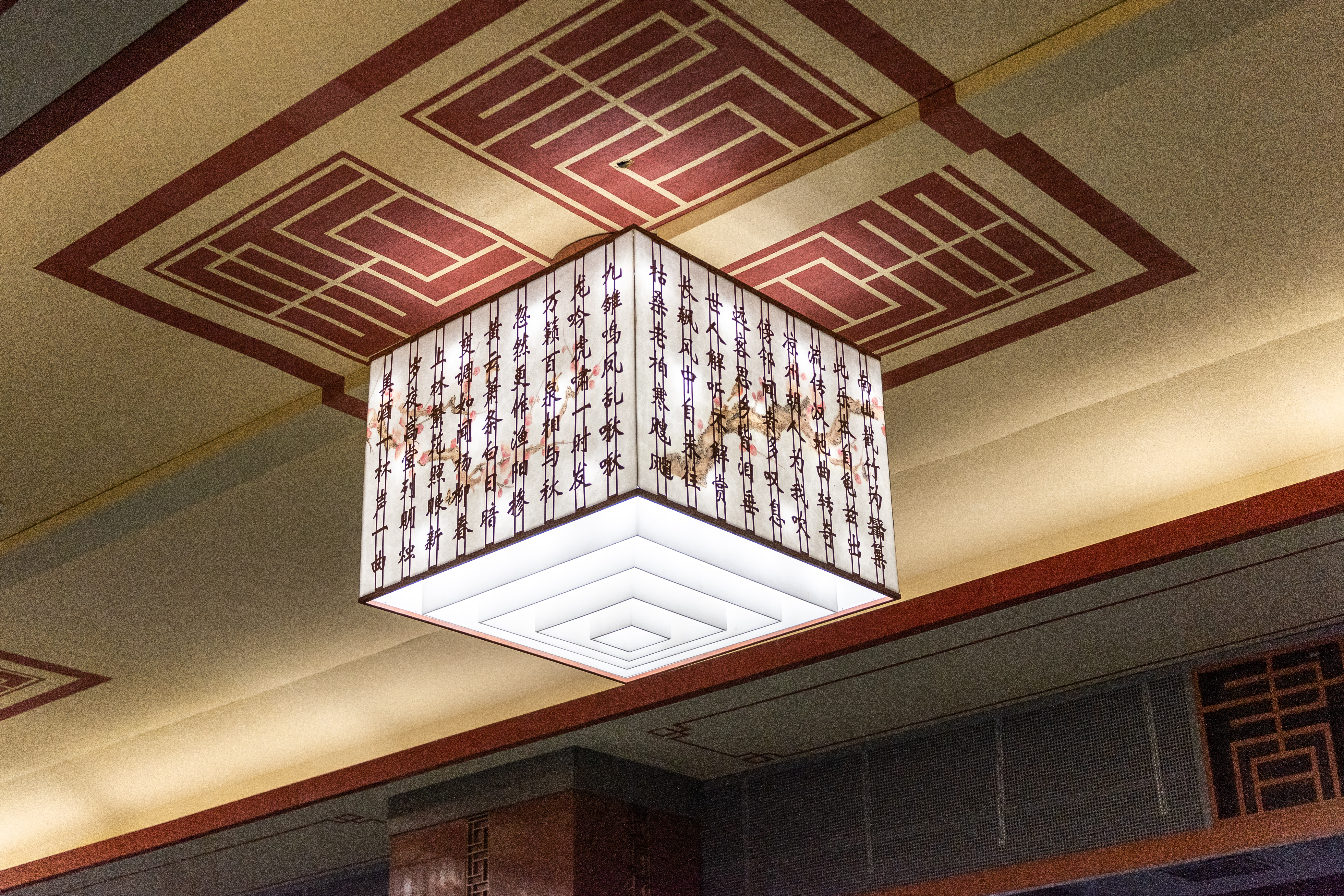
印有《听安万善吹觱篥歌》的16号线国家图书馆站吊灯

## 出入口
国家图书馆站共有六个出入口，其中A~D口为4号线、9号线共用，E、F口属于16号线。A、D、E口位于中关村南大街以西，临近国家图书馆（其中A口临近总馆北区，D、E两口临近总馆南区），D、F口设置无障碍电梯及轮椅坡道等无障碍设施。
此外，节日期间当4号线动物园站采取列车通过不停车的封站措施时，乘客可在国家图书馆站下车从C（东南）口出站去往动物园方向。各出入口均设有指示牌显示出入口周边的建筑物及设施。
|                        |              | |      |                |
|                        |              | |      |                |
|                        |              | |      |                |
| 編號                   | 指示         | 建議前往的目的地 | 图片 | 无障碍设施图片 |
| 连通 4号线、 9号线站厅 |              | |      |                |
| 出口 · A               | 中关村南大街 | 中关村南大街（西侧）、公交国家图书馆站、中国国家图书馆（北区\新馆）、北京舞蹈学院、中国空间技术研究院、北京市园林古建设计研究院、神舟大厦        |      | 不適用         |
| 出口 · B               | 中关村南大街 | 中关村南大街（东侧）、公交国家图书馆站、中国气象局、中外交流大厦、首体网羽中心、中国气象局招待所、湖北大厦                                       |      | 不適用         |
| 出口 · C               | 中关村南大街 | 中关村南大街（东侧）、腾达大厦、首都体育馆、北京石刻艺术博物馆、国家体育总局冬季运动管理中心、北京市公园管理中心、北京动物园、北京新世纪日航饭店 |      | 不適用         |
| 出口 · D · 升降机标志  | 中关村南大街 | 中关村南大街（西侧）、中国国家图书馆（南区\老馆）、紫竹院公园、紫竹院派出所、紫竹院路、紫竹院南路                                                |      |                |
| 连通 16号线站厅        |              | |      |                |
| 出口 · E               | 中关村南大街 | 中关村南大街（西侧）、中国国家图书馆、紫竹院公园                                                                                                 |      | 不適用         |
| 出口 · F · 升降机标志  | 中关村南大街 | 中关村南大街（西侧）、中国国家图书馆、紫竹院公园                                                                                                 |      |                |
| 註： 設有              |              | |      |                |

## 接驳交通
本站北侧设有国家图书馆公交站，两个站位分列于中关村南大街的东西两侧。